# ستبله
ستبله یا ساتاپله (به گرجی: სათაფლე به معنای مکان عسل) کوهی با ارتفاع ۳۶۶۹ از سطح دریا است که در نزدیکی شهر افوس مابین شهرستان‌های فریدونشهر و بوئین و میاندشت از توابع استان اصفهان قرار دارد.